# Liste der Stolpersteine in Hamburg-Farmsen-Berne
Die Liste der Stolpersteine in Hamburg-Farmsen-Berne enthält alle Stolpersteine, die im Rahmen des gleichnamigen Kunst-Projekts von Gunter Demnig in Hamburg-Farmsen-Berne verlegt wurden. Mit ihnen soll Opfern des Nationalsozialismus gedacht werden, die in Hamburg-Farmsen-Berne lebten und wirkten.
Diese Seite ist Teil der Liste der Stolpersteine in Hamburg, da diese mit insgesamt 7202 (Stand: Juni 2025) Steinen zu groß würde und deshalb je Stadtteil, in dem Steine verlegt wurden, eine eigene Seite angelegt wurde.
| Adresse                      | Person(en)                        | Inschrift | Bilder                               | Anmerkung                            |
| ---------------------------- | --------------------------------- | --- | ------------------------------------ | ------------------------------------ |
| August-Krogmann-Straße 100 · | –                                 | Opfer des Nationalsozialismus 1933 – 1943 Versorgungsheim Farmsen                                                                                   | Kopfstein Versorgungsheim Farmsen    |                                      |
| August-Krogmann-Straße 100 · | Richard Elkeles                   | Hier wohnte Richard Elkeles Jg. 1906 verhaftet Zuchthaus Fuhlsbüttel ermordet 12.3.1941                                                             | Stolperstein für Richard Elkeles     | Eintrag auf stolpersteine-hamburg.de |
| August-Krogmann-Straße 100 · | Wanda Hoffmann geb. Malinowsky    | Hier wohnte Wanda Hoffmann geb. Malinowsky eingewiesen 1940 Heilanstalt Langenhorn ‚verlegt‘ 23.9.1940 Brandenburg ermordet 23.9.1940 ‚Aktion T4‘   | Stolperstein für Wanda Hoffmann      | Eintrag auf stolpersteine-hamburg.de |
| August-Krogmann-Straße 100 · | Martin Lentfer                    | Hier wohnte Martin Lentfer Jg. 1875 entrechtet/gedemütigt Flucht in den Tod 3.1.1938                                                                | Stolperstein für Martin Lentfer      | Eintrag auf stolpersteine-hamburg.de |
| August-Krogmann-Straße 100 · | Ludwig Döpking                    | Hier wohnte Ludwig Döpking Jg. 1881 entrechtet/gedemütigt Flucht in den Tod 3.10.1936                                                               | Stolperstein für Ludwig Döpking      | Eintrag auf stolpersteine-hamburg.de |
| August-Krogmann-Straße 100 · | Gustav Remi                       | Hier wohnte Gustav Remi Jg. 1905 mehrmals verhaftet von 1933 bis 1940 ermordet 11.3.1943 KZ Neuengamme                                              | Stolperstein für Gustav Remi         | Eintrag auf stolpersteine-hamburg.de |
| Berner Heerweg 36 ·          | Dorothea Zieger                   | Hier wohnte Dorothea Zieger Jg. 1907 eingewiesen 1939 Alsterdorfer Anstalten 16.8.1943 Heilanstalt Am Steinhof Wien ermordet 5.11.1944              | Stolperstein für Dorothea Zieger     | Eintrag auf stolpersteine-hamburg.de |
| Berner Heerweg 474 ·         | Franz Bobzien                     | Hier wohnte Franz Bobzien Jg. 1906 im Widerstand/SJVD verhaftet 26.2.1934 KZ Sachsenhausen Zwangsarbeit Bombenräumarbeiten tot 28.3.1941 Berlin     | Stolperstein für Dorothea Zieger     | Eintrag auf stolpersteine-hamburg.de |
| Karlshöher Weg 34 ·          | Friedrich Hauto                   | Hier wohnte Friedrich Hauto Jg. 1908 im Widerstand/SPD verhaftet 13.10.1935 Emslandlager Aschendorfermoor entlassen 13.10.1938                      | Stolperstein für Friedrich Hauto     | Eintrag auf stolpersteine-hamburg.de |
| Kornpfad 9 ·                 | Richard Gatermann                 | Hier wohnte Richard Gatermann Jg. 1906 im Widerstand/SPD verhaftet 15.10.1935 KZ Fuhlsbüttel 1937 Gefängnis 1940 Soldat Russland vermisst 29.6.1944 | Stolperstein für Richard Gatermann   | Eintrag auf stolpersteine-hamburg.de |
| Moschlauer Kamp 10 ·         | Wilhelm Lübcke                    | Hier wohnte Wilhelm Lübcke Jg. 1882 im Widerstand/SPD verhaftet 3.9.1935 Zuchthaus Fuhlsbüttel entlassen 3.3.1939                                   | Stolperstein für Wilhelm Lübcke      | Eintrag auf stolpersteine-hamburg.de |
| Moschlauer Kamp 12 ·         | Rudolf Seewald                    | Hier wohnte Rudolf Seewald Jg. 1885 im Widerstand/SPD verhaftet 28.10.1935 Gefängnis Hamburg 1937 Gefängnis Fuhlsbüttel entlassen 3.11.1937         | Stolperstein für Rudolf Seewald      | Eintrag auf stolpersteine-hamburg.de |
| Moschlauer Kamp 24 ·         | Richard Tennigkeit                | Hier wohnte Richard Tennigkeit Jg. 1900 im Widerstand verhaftet 24.2.1944 Gefängnis Fuhlsbüttel KZ Neuengamme ermordet 12.12.1944                   | Stolperstein für Richardt Tennigkeit | Eintrag auf stolpersteine-hamburg.de |
| Moschlauer Kamp 24 ·         | Käthe Tennigkeit geb. Schlichting | Hier wohnte Käthe Tennigkeit geb. Schlichting Jg. 1903 im Widerstand verhaftet 24.2.1944 Gefängnis Fuhlsbüttel ermordet                             | Stolperstein für Käthe Tennigkeit    | Eintrag auf stolpersteine-hamburg.de |
| Saselheider Straße 20 ·      | Ilse Fleischhauer                 | Hier wohnte Ilse Fleischhauer Jg. 1936 eingewiesen 1942 Alsterdorfer Anstalten ‚verlegt‘ 7.8.1943 ‚Heilanstalt‘ Eichberg ermordet 23.9.1943         | Stolperstein für Ilse Fleischhauer   | Eintrag auf stolpersteine-hamburg.de |